# Mesedra subsequa
Mesedra subsequa là một loài bướm đêm trong họ Geometridae.